# Cofetăria „Roșu și Negru”
Cofetăria „Roșu și Negru” este un monument istoric aflat pe teritoriul municipiului Alba Iulia.